# Mythenteles asiatica
Mythenteles asiatica är en tvåvingeart som först beskrevs av Neal L. Evenhuis 1981.  Mythenteles asiatica ingår i släktet Mythenteles och familjen svävflugor. Inga underarter finns listade i Catalogue of Life.